# ديلان موراي
ديلان موراي (بالإنجليزية: Dylan Murray)‏ هو لاعب إسكواش أمريكي، ولد في 29 أبريل 1995 في نيويورك في الولايات المتحدة.

## وصلات خارجية
- ديلان موراي على موقع SquashInfo.com (الإنجليزية)